# Geotecnia

Muro de contención de hormigón prefabricado.

La geotecnia, también llamada ingeniería geotécnica, es la aplicación de métodos científicos y principios de ingeniería para la adquisición, interpretación y uso del conocimiento de los materiales de la corteza terrestre y los materiales de la tierra para la solución de problemas de ingeniería y el diseño de obras de ingeniería. Es la ciencia aplicada de predecir el comportamiento de la Tierra, sus diversos materiales y procesos para hacer que la Tierra sea más adecuada para las actividades humanas y el desarrollo. 
La geotecnia abarca los campos de la mecánica del suelo y la mecánica de rocas, y muchos de los aspectos de geología, geofísica, hidrología y otras ciencias relacionadas. La geotecnia es practicada por ingenieros geólogos  e ingenieros civiles especializados en geotecnia. 
Los ejemplos de la aplicación de geotecnia incluyen: la predicción, prevención o mitigación del daño causado por peligros naturales tales como avalanchas, flujos de lodo, deslizamientos de tierra, desprendimientos de rocas, sumideros y erupciones volcánicas; la aplicación de la mecánica de suelos, rocas y aguas subterráneas para el diseño y el rendimiento previsto de las estructuras de tierra, como las presas; la predicción de diseño y rendimiento de los cimientos de puentes, edificios y otras estructuras artificiales en términos del suelo y / o roca subyacentes, control y predicción de inundaciones. 

## Propiedades geotécnicas del suelo
Las propiedades geotécnicas de un suelo, como su distribución granulométrica, plasticidad, compresibilidad y resistencia cortante, se pueden evaluar mediante pruebas de laboratorio adecuadas. Además, recientemente se ha puesto énfasis en la determinación in situ de las propiedades de resistencia y deformación del suelo, puesto que este proceso evita alterar las muestras durante la exploración de campo.
Distribución granulométrica
La distribución granulométrica de un suelo de grano grueso se determina por lo general mediante un análisis granulo- métrico con mallas. Para un suelo de grano fino, la distribución granulométrica se puede obtener por medio del análisis del hidrómetro.
Límites del tamaño para suelo
En la tabla se presentan los límites de los tamaños recomendados por los sistemas de la American Association of State Highway and Transportation Officials (AASHTO) y del Unified Soil Classification (Corps of Engineers, Department of the Army y Bureau of Reclamation).
| Sistema de clasificación | Tamaño del grano (mm)                                                                  |
| Unificado                | Grava: 75 mm a 4.75 mm Arena: 4.75 mm a 0.075 mm Limo y arcilla (finos): < 0.075 mm    |
| AASHTO                   | Grava: 75 mm a 2 mm Arena: 2 mm a 0.05 mm Limo: 0.05 mm a 0.002 mm Arcilla: < 0.002 mm |

Relaciones peso-volumen
En la naturaleza los suelos son sistemas de tres fases que consisten en partículas de suelo sólidas, agua y aire (o gas). Para desarrollar las relaciones peso-volumen para un sólido, las tres fases se pueden separar. Con base en esta separación, se pueden definir las relaciones del volumen.
La relación de vacíos, e, es la relación del volumen de vacíos al volumen de sólidos de un suelo en una masa de suelo dada, o
{\displaystyle e=\left({\frac {V_{v}}{V_{s}}}\right)}